# Appello del 18 giugno

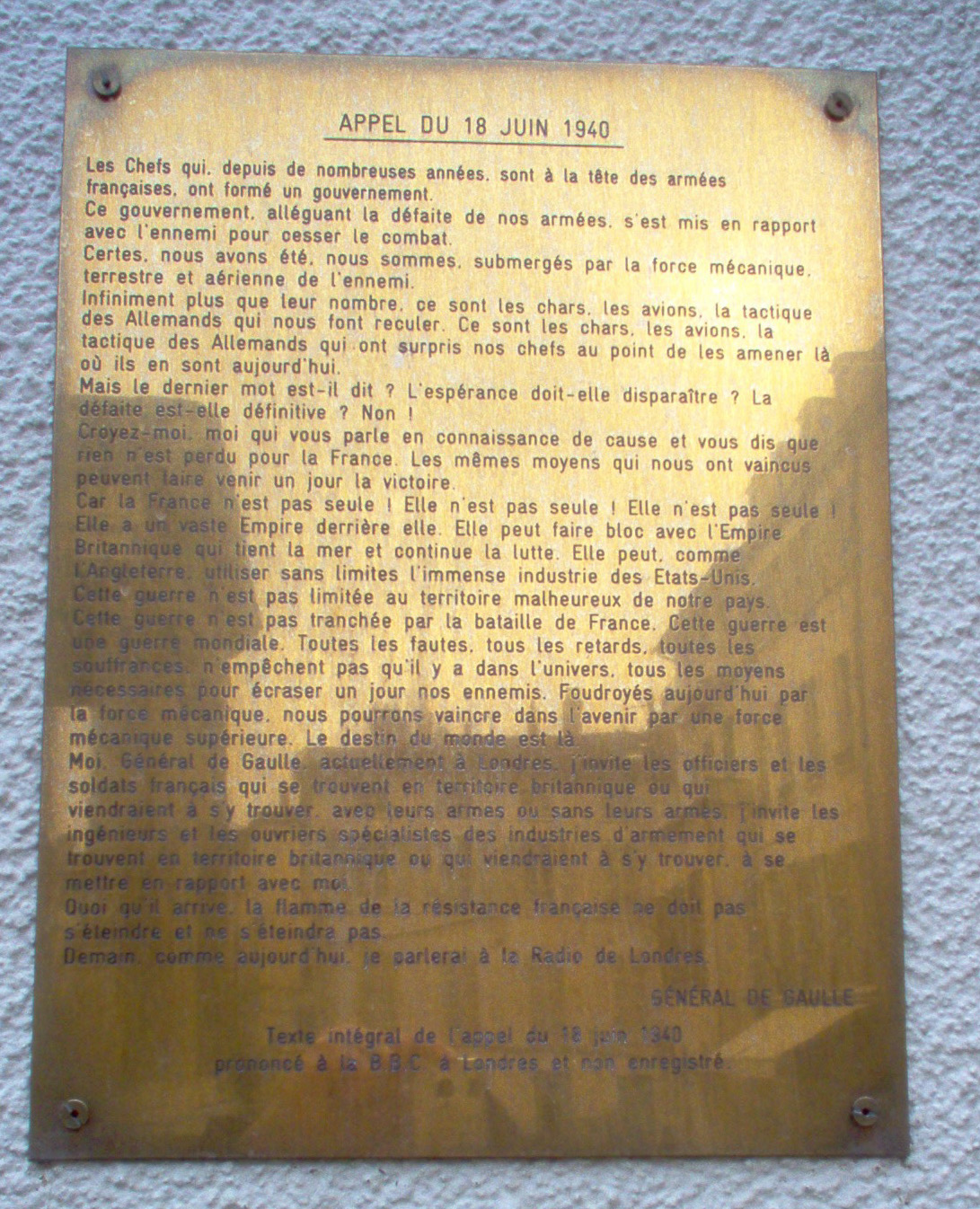
Targa commemorativa con il testo dell'Appello del 18 giugno.

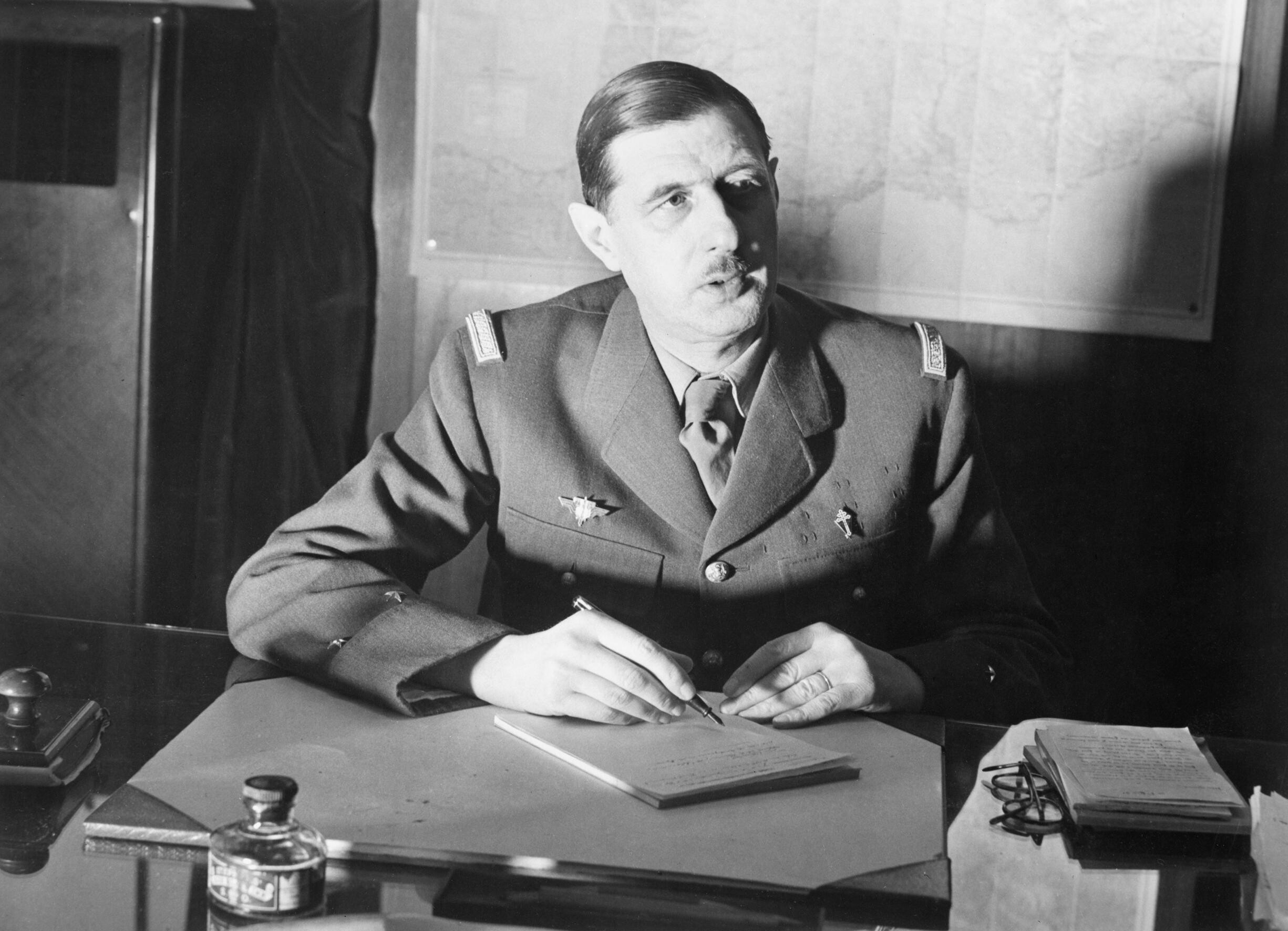
Il generale de Gaulle nel suo ufficio di Londra nel 1940

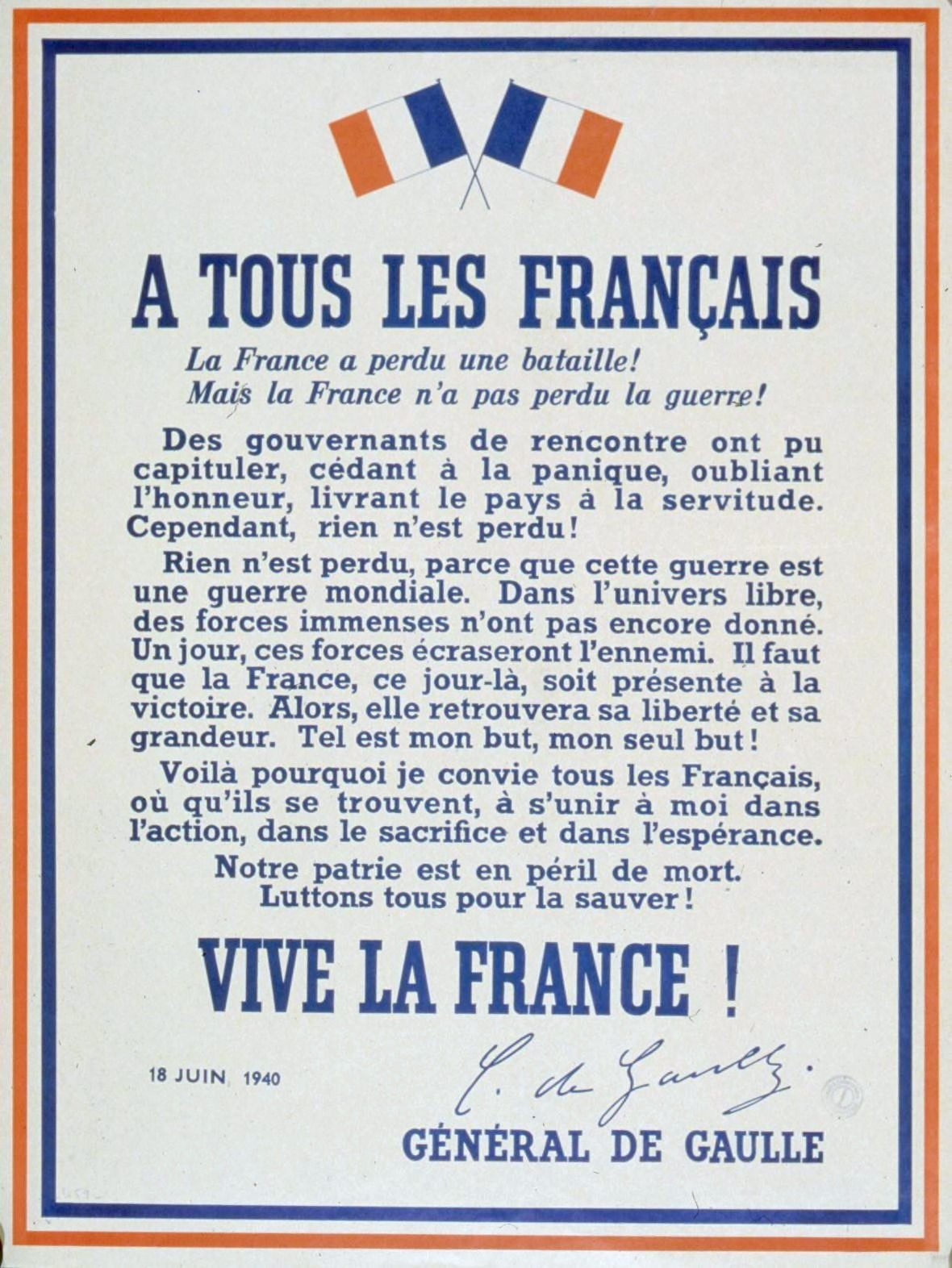
Manifesto «À tous les Français», spesso confuso con L'Appel du 18 Juin, affisso a Londra a partire dal 3 agosto 1940

L'Appello del 18 giugno (in francese L'Appel du 18 Juin) è il primo discorso del generale Charles de Gaulle a Radio Londra, sulle onde della BBC, il 18 giugno 1940. Questo discorso rappresenta una sorta di "chiamata alle armi" con la quale il generale de Gaulle incita a non smettere di combattere contro il Terzo Reich e nel quale predice una mondializzazione della guerra.
Questo discorso –molto poco ascoltato sul momento ma pubblicato sulla stampa francese il giorno dopo e diffuso dalle radio estere– è considerato il testo fondatore della Resistenza francese, del quale è uno dei simboli.
La versione sonora di questo discorso, quella che è oggi possibile ascoltare con la voce del generale de Gaulle, è in realtà quella dell'"Appello del 22 giugno", poiché la registrazione dell'Appello del 18 giugno non fu effettuata.
Nel giugno 2005, quattro documenti, considerati come testimonianze essenziali dell'Appello del 18 giugno – la registrazione radio dell'Appello del 22 giugno, il manoscritto del testo dell'Appello del 18 giugno (detenuto dal figlio, l'ammiraglio Philippe de Gaulle), il manoscritto del Manifesto ("à tous les Français") e il Manifesto stesso – sono iscritti nel «Registro Memoria del mondo» dell'UNESCO.

## Contesto storico
Il 21 o 26 gennaio 1940, il colonnello de Gaulle inviò un memorandum sull'Avvento della forza meccanica alle 80 principali personalità di governo, di comando e della politica, nel tentativo di convincerle che il nemico li stava vincendo perché era dotato di una forza meccanica, terrestre e aerea molto superiore e che per fronteggiarla bisognava dotarsi di una forza equivalente o superiore.
Durante la campagna di Francia, il colonnello de Gaulle, all'epoca a capo di una divisione corazzata (4e division cuirassée - 4è DCr), fu uno dei pochi a vincere o perlomeno a rallentare l'avanzata tedesca; egli si distinse in particolare durante la battaglia di Montcornet (il 17 maggio 1940) e poi durante la battaglia di Abbeville (28/05-04/06); il 21 maggio 1940 lanciò il suo primo appello radiodiffuso a Savigny-sur-Ardres, che somiglia molto all'Appello del 18 giugno.
Il 1º giugno 1940 fu nominato generale di brigata (a titolo temporaneo e con effetto retroattivo dal 4 maggio 1940) e nella notte del 5-6 giugno 1940 venne nominato sotto-segretario di Stato al ministero della Difesa nazionale e della Guerra. I suoi primi passi come sottosegretario sono tutti volti a trovare le modalità di continuare la guerra; in questo senso ha diversi incontri a Londra e in Francia con Winston Churchill, nella speranza di convincere il Presidente del Consiglio Paul Reynaud, contro il parere dello Stato Maggiore, che era invece favorevole a cessare le ostilità.
Tuttavia: 
- il 10 giugno 1940 l'Italia fascista dichiara la guerra alla Francia (battaglia delle Alpi Occidentali);
- l'11-12 giugno 1940 si tiene a Briare la penultima riunione del Consiglio supremo di guerra anglo-francese (in presenza di de Gaulle, Churchill, Spears e Pétain, tra gli altri) e in
- l'indomani a Tours ha luogo l'ultima riunione;
- il 14 giugno 1940 i tedeschi entrano a Parigi, dichiarata città aperta; a questo punto la linea dei sostenitori dell'armistizio (Weygand, Darlan, Laval e Pétain) prevale su quella di coloro che volevano continuare la guerra (Reynaud e de Gaulle);
- il 15 giugno 1940 de Gaulle parte per Londra; il governo francese vota per chiedere alla Germania nazista i termini di un armistizio;
- il 16 giugno 1940 Jean Monnet espone a de Gaulle il progetto dell'Unione franco-britannica – sia de Gaulle sia Churchill sono scettici sulla reale serietà e fattibilità di questo progetto sul lungo termine, ma entrambi convengono che in quel momento, l'"Unione" avrebbe permesso alla Francia di continuare la guerra a fianco del Regno Unito e, attraverso l'unificazione delle loro forze (economiche e militari), di vincere la guerra –; il governo britannico approva il progetto e questo viene proposto (telefonicamente) a Reynaud, che si incarica di convincere il governo francese;
- il 16 giugno 1940 de Gaulle rientra in Francia con l'aereo personale di Churchill, il governo francese respinge l'"Unione", in serata Reynaud si dimette e il Presidente della Repubblica Albert Lebrun nomina Pétain come Presidente del Consiglio;
- il 17 giugno 1940 mattina de Gaulle decolla alla volta di Londra, il Generale rimetterà piede nella Francia metropolitana il 14 giugno 1944 a Courseulles-sur-Mer.

Charles de Gaulle arriva a Londra il 17 giugno 1940, in aereo insieme con il suo aiutante di campo Geoffroy Chodron de Courcel e all'ufficiale britannico di collegamento, il generale Edward Spears, con l'intenzione di negoziare con i britannici, alleati della Francia, la continuazione della guerra, dopo aver esposto il suo piano a Paul Reynaud (quando era ancora Presidente del Consiglio). Egli incontra il Primo ministro britannico, Winston Churchill, nel pomeriggio. de Gaulle espone il suo progetto di mantenere la Francia nel conflitto anche in caso di capitolazione del Governo, installatosi a Bordeaux. Esprime il desiderio di poter parlare alla radio non appena arriverà la notizia della capitolazione. Churchill dà il suo accordo di principio e gli mette a disposizione la BBC.
Nella serata del 17 giugno, l'eco del discorso del Maresciallo Pétain, nel frattempo diventato nuovo capo del governo francese, arriva a Londra. Questi annuncia che bisogna smettere di combattere e che è sua intenzione di chiedere al nemico la firma di un armistizio. Churchill e de Gaulle concordano quindi che il Generale si esprimerà il giorno dopo alla radio, ma il Primo ministro deve vincere le resistenze di alcuni membri del suo governo, in particolare Lord Halifax e simpatizzanti monacesi, che vogliono ancora non dispiacere al governo Pétain e aspettano di vedere se sarà effettivamente firmato l'armistizio.
Nel pomeriggio del 18 giugno, Élisabeth de Miribel scrive a macchina il testo del discorso, del quale il generale de Gaulle ha redatto una prima bozza già il 17 giugno a Bordeaux all'alba. Charles de Gaulle legge il suo discorso dalle antenne della BBC a Broadcasting House alle 18, ora di Londra, il martedì 18 giugno 1940, discorso annunciato nel programma della BBC alle 20:15 e diffuso alle 22. Questo è un appello a continuare la lotta accanto agli alleati britannici. Per il generale de Gaulle, la battaglia di Francia, certamente vinta dai tedeschi, non implica la fine della guerra. Poiché «questa guerra è una guerra mondiale» e la Francia potrà appoggiarsi sulla forza industriale degli alleati e in particolare quella degli Stati Uniti. Rivolgendosi ai soldati francesi, questo messaggio di speranza termina con un appello alla «resistenza», la cui fiamma «non si dovrà spegnere e non si spegnerà», facendo entrare il termine nel vocabolario politico del XX secolo.
Tuttavia, contrariamente all'idea generale, l'Appello del 18 giugno, non è un invito generale a costituire una rete di resistenza sul territorio francese. Da militare, de Gaulle si rivolse innanzitutto, e in maniera esplicita, ai militari (ufficiali e soldati) e agli specialisti delle industrie d'armamento (ingegneri e operai) invitandoli ad appoggiare lo sforzo di guerra del Regno Unito. In effetti, l'Unione Sovietica (patto Molotov-Ribbentrop) e gli Stati Uniti (in posizione di neutralità) non erano all'epoca impegnati a sostenere la Francia. Inoltre, durante la campagna di Francia, a seguito della battaglia di Dunkerque e dell'operazione Dynamo – ovvero la ritirata strategica degli Alleati da Dunkerque verso l'Inghilterra – circa 140 000 soldati francesi furono evacuati in Inghilterra insieme con i britannici del BEF; di questi, la maggior parte fu rimpatriata in Francia nei giorni seguenti, ma circa 3 000 dei militari che si trovavano in Inghilterra, risposero all'Appello del Generale.
Ma soprattutto, così come lo attesta la sola trascrizione certa – in tedesco – effettuata dai servizi di ascolto svizzeri, l'Appello, così come fu trasmesso il 18 giugno, non si presentava in rottura con il governo francese: «Il governo francese ha chiesto al nemico a quali condizioni onorabili un cessate il fuoco era possibile. Esso ha dichiarato che, se queste condizioni erano contrarie all'onore, alla dignità e all'indipendenza della Francia, la lotta doveva continuare.»
Il generale de Gaulle spiega nelle sue Mémoires de Guerre le ragioni che lo fecero temporeggiare a proposito del governo francese nel suo appello:
(Charles de Gaulle, Mémoires de Guerre)
D'altra parte, l'Appello fu ascoltato dai francesi. In effetti, le truppe erano prese nella tormenta della débâcle, e in procinto di abbandonare la lotta, così come la popolazione civile. I più informati ne intesero parlare [dell'Appello] solo nei giorni seguenti, dalla stampa britannica in particolare, o per sentito dire. L'informazione fu ugualmente ripresa dai giornali francesi (Le Progrès, Le Petit Marseillais, Le Petit Provençal, Le Matin) e stranieri (Los Angeles Times, The New York Times, The Times). Solo successivamente, dopo che saranno stati lanciati altri appelli, per incoraggiare i francesi della métropole, dell'impero e del mondo intero a resistere, questo discorso sarà finalmente conosciuto. La mediatizzazione, della condanna a morte del generale de Gaulle da parte del tribunale militare permanente della 13ª regione, di Clermont-Ferrand, il 2 agosto 1940, contribuì largamente a far conoscere l'Appello in Francia; l'informazione apparve inoltre nella prima pagina di Paris-Soir e di Le Figaro.
Il figlio del Generale, Philippe de Gaulle, il 18 giugno 1940 è, insieme con la madre e le due sorelle, a Brest in procinto di imbarcarsi su un ferry per il Regno Unito. Non ascoltano quindi l'Appello lanciato alla radio, ma ne prendono conoscenza l'indomani, quando, arrivati a Falmouth, Philippe de Gaulle legge su The Daily Mirror che «un certain général de Gaulle, qui se trouve à Londres, vient de lancer un appel à tous les Français présents en Grande-Bretagne» ("un certo generale de Gaulle, che si trova a Londra, ha lanciato un appello a tutti i Francesi presenti in Gran Bretagna"). In giornata riescono a prendere contatto con Londra e l'indomani (il 20 giugno), in treno, raggiungono Londra, dove arrivano in serata. Philippe de Gaulle è, insieme con Geoffroy Chodron de Courcel e Élisabeth de Miribel, tra i primi a rispondere all'Appello.
Il futuro genero del generale, Alain de Boissieu, si trova prigioniero dei nazisti in Belgio quando il 19 giugno, prende indirettamente conoscenza dell'Appello del 18 giugno del generale de Gaulle lanciato la sera prima sulle onde della BBC. Trasferito in Pomerania e deciso a continuare la guerra, egli tenta senza successo di evadere; vi riesce ma viene catturato dai sovietici e fatto nuovamente prigioniero. Dopo l'operazione Barbarossa, Alain de Boissieu, insieme con altri prigionieri liberati dai sovietici, arriva ad Arcangelo dove si imbarca verso l'isola di Spitsbergen e poi verso il Regno Unito. Egli sbarca a Camberley il 12 settembre 1941 e firma immediatamente il suo impegno nelle forces françaises libres.
L'Appello del 18 giugno segna comunque l'inizio della France libre, la quale, formata unicamente da volontari (inizialmente molto poco numerosi), continua la lotta terrestre, navale e aerea accanto agli inglesi e rappresenta, davanti al Governo di Vichy, la Francia che combatte. L'adesione la più impressionante fu quella dell'Île-de-Sein, 133 pescatori (cioè quasi la totalità degli uomini dell'isola) raggiunsero de Gaulle sui 400 volontari del giugno 1940. Il generale de Gaulle venne a rendere omaggio allo spirito patriottico degli abitanti dell'isola nel 1946 e un omaggio gli fu reso nel 1970.
All'Appello del 18 giugno ne seguiranno molti altri, il 19, il 22, il 24 e il 26, inoltre un appello video del luglio 1940 è molto simile all'appello originale; il 28 giugno il governo britannico riconosce il Generale come il capo dei Francesi liberi.

## Testo dell'Appello

### Testo ufficiale
Ce gouvernement, alléguant la défaite de nos armées, s'est mis en rapport avec l'ennemi pour cesser le combat.
Certes, nous avons été, nous sommes, submergés par la force mécanique, terrestre et aérienne, de l'ennemi.
Infiniment plus que leur nombre, ce sont les chars, les avions, la tactique des Allemands qui nous font reculer. Ce sont les chars, les avions, la tactique des Allemands qui ont surpris nos chefs au point de les amener là où ils en sont aujourd'hui.
Mais le dernier mot est-il dit ? L'espérance doit-elle disparaître ? La défaite est-elle définitive ? Non !
Croyez-moi, moi qui vous parle en connaissance de cause et vous dis que rien n'est perdu pour la France. Les mêmes moyens qui nous ont vaincus peuvent faire venir un jour la victoire.
Car la France n'est pas seule ! Elle n'est pas seule ! Elle n'est pas seule ! Elle a un vaste Empire derrière elle. Elle peut faire bloc avec l'Empire britannique qui tient la mer et continue la lutte. Elle peut, comme l'Angleterre, utiliser sans limites l'immense industrie des Etats-Unis.
Cette guerre n'est pas limitée au territoire malheureux de notre pays. Cette guerre n'est pas tranchée par la bataille de France. Cette guerre est une guerre mondiale. Toutes les fautes, tous les retards, toutes les souffrances, n'empêchent pas qu'il y a, dans l'univers, tous les moyens nécessaires pour écraser un jour nos ennemis. Foudroyés aujourd'hui par la force mécanique, nous pourrons vaincre dans l'avenir par une force mécanique supérieure. Le destin du monde est là.
Moi, Général de Gaulle, actuellement à Londres, j'invite les officiers et les soldats français qui se trouvent en territoire britannique ou qui viendraient à s'y trouver, avec leurs armes ou sans leurs armes, j'invite les ingénieurs et les ouvriers spécialistes des industries d'armement qui se trouvent en territoire britannique ou qui viendraient à s'y trouver, à se mettre en rapport avec moi.
Quoi qu'il arrive, la flamme de la résistance française ne doit pas s'éteindre et ne s'éteindra pas.
Demain, comme aujourd'hui, je parlerai à la Radio de Londres.»
Questo governo, adducendo la sconfitta delle nostre forze armate, ha preso contatto con il nemico per cessare i combattimenti.
Certo, noi siamo stati, noi siamo surclassati dalla forza meccanica, terrestre e aerea, del nemico.
Infinitamente più del loro numero, sono i carri, gli aerei, la tattica dei tedeschi che ci fanno indietreggiare. Sono i carri, gli aerei, la tattica dei tedeschi che hanno sorpreso i nostri capi al punto da condurli là dove essi oggi si trovano.
Ma l'ultima parola è stata detta? La speranza deve svanire? La sconfitta è definitiva? No!
Credete a me, a me che vi parlo con conoscenza di causa, e vi dico che nulla è perduto per la Francia. Gli stessi mezzi che ci hanno sconfitto possono portarci un giorno alla vittoria.
Perché la Francia non è sola! Non è sola! Non è sola! Ha dietro di sé un grande Impero. Può far blocco con l'Impero britannico che controlla il mare e continua la lotta. Può, come l'Inghilterra, utilizzare senza limiti l'immensa industria degli Stati Uniti.
Questa guerra non è limitata allo sfortunato territorio del nostro Paese. Questa guerra non è decisa dalla battaglia di Francia. Questa guerra è una guerra mondiale. Tutte le responsabilità, tutti i ritardi, tutte le sofferenze non impediscono la possibilità di far ricorso a tutti i mezzi che vi sono nell'universo, necessari a schiacciare un giorno i nostri nemici. Folgorati oggi dalla forza meccanica noi potremo vincere in futuro grazie ad una forza meccanica superiore. Il destino del mondo è là.
Io, Generale de Gaulle, attualmente a Londra, io invito gli ufficiali e i soldati francesi che si trovano in territorio britannico o che vi si troveranno in futuro, con le loro armi o anche disarmati, io invito gli ingegneri e gli specialisti delle industrie d'armamenti che si trovano in territorio britannico, o che vi si troveranno in futuro, a mettersi in rapporto con me.
Qualunque cosa accada, la fiamma della resistenza francese non si dovrà spegnere e non si spegnerà.
Domani, come oggi, io parlerò alla Radio di Londra.»
(Charles de Gaulle, Londra, 18 giugno 1940)

### Testo pronunciato
Il testo precedente è la trascrizione ufficiale (o originale nel senso della stesura da parte di de Gaulle, prima delle censure o modifiche richieste dai britannici) del discorso del generale de Gaulle alla radio di Londra la sera del 18 giugno, ma in realtà il testo effettivamente pronunciato è leggermente diverso. Un notaio francese, Jacques Fourmy, e lo storico svizzero Christian Rossé hanno ritrovato le ritrascrizioni dell'appello realizzate (in tedesco) dai servizi di ascolto dell'Armée suisse; il testo autentico è apparso per la prima volta e tradotto in francese nella rivista "Historique et Archéologique du Maine" (1990, p. 57-59). Questo testo costituisce senza dubbio la sola registrazione originale. Negli archivi federali svizzeri di Berna, il resoconto del discorso del generale de Gaulle appare nel Bollettino n. 153 pubblicato dal "Gruppe Ohr" (Service écoute de la division presse et radio de l'État-Major suisse) alle 6:00 del 19 giugno 1940, alla pagina 34.
Le Petit Provençal pubblica il comunicato della BBC in prima pagina (colonne 5 e 6) nella sua edizione di Marsiglia del mercoledì 19 giugno 1940; il testo è ancora leggermente diverso, nell'incipit è più simile alla versione "svizzera" che alla versione "ufficiale francese", nel prosieguo il testo è sostanzialmente identico alla versione francese. The Times del 19 giugno 1940, pagina 6 colonna 3, e il Daily Express non pubblicano il testo pronunciato dal Generale alla BBC, ma quello inviato loro dal Ministry of Information (MOI), che diventerà poi l'Appello ritenuto dalla Storia. 
Nel Bulletin officiel des Forces françaises libres del 15 agosto 1940, poi nel primo numero del Journal officiel de la France libre del 20 gennaio 1941 e nell'insieme delle raccolte dei discorsi del generale de Gaulle, è la versione ufficiale francese che è riportata; che è da considerarsi la versione originale nel senso della stesura iniziale prima delle modifiche.
Nella tabella seguente sono riportate le differenze tra i testi.
| Testo ufficiale | Testo pronunciato | Testo Le Petit Provençal |
| --- | --- | --- |
| Les chefs, qui, depuis de nombreuses années, sont à la tête des armées françaises, ont formé un gouvernement. | Le gouvernement français a demandé à l’ennemi à quelles conditions honorables pourrait cesser le combat. | Le gouvernement français a demandé à l’ennemi à quelles conditions pourrait cesser le combat. |
| Ce gouvernement, alléguant la défaite de nos armées, s'est mis en rapport avec l'ennemi pour cesser le combat. | Il a déclaré en outre que la lutte devrait continuer si ces conditions étaient contraires à l’honneur, à la dignité, à l’indépendance de la France. | Il a déclaré que si ces conditions étaient contraires à l’honneur, à la dignité, à l’indépendance de la France la lutte devrait continuer. |
| Certes, nous avons été, nous sommes, submergés par la force mécanique, terrestre et aérienne, de l'ennemi. | Nous avons été surpris et submergés par la force mécanique, la tactique de l’ennemi. | Certes, nous avons été nettement submergés par les forces mécaniques, terrestres et aériennes de l'ennemi. |
| Infiniment plus que leur nombre, ce sont les chars, les avions, la tactique des Allemands qui nous font reculer. Ce sont les chars, les avions, la tactique des Allemands qui ont surpris nos chefs au point de les amener là où ils en sont aujourd'hui. | | Infiniment plus que leur nombre, ce sont les chars, les avions, la tactique des Allemands qui nous font reculer. Ce sont les chars, les avions, la tactique des Allemands qui ont surpris nos chefs, mais le dernier mot est-il dit ? |
| Mais le dernier mot est-il dit ? L'espérance doit-elle disparaître ? La défaite est-elle définitive ? Non ! | Mais il y a, malgré tout, des raisons d’espérer. | L'espérance doit-elle disparaître ? La défaite est-elle définitive ? Non. |
| Croyez-moi, moi qui vous parle en connaissance de cause et vous dis que rien n'est perdu pour la France. Les mêmes moyens qui nous ont vaincus peuvent faire venir un jour la victoire. | Croyez-moi, rien n’est perdu pour la France. Les mêmes moyens qui nous ont vaincus peuvent nous apporter la victoire. | L'homme qui vous parle le fait en toute connaissance de cause. Croyez-le quand je vous dis que rien n'est perdu pour la France. Les moyens qui nous ont vaincu peuvent nour donner un jour la victoire |
| Car la France n'est pas seule ! Elle n'est pas seule ! Elle a un vaste Empire derrière elle. Elle peut faire bloc avec l'Empire britannique qui tient la mer et continue la lutte. Elle peut, comme l'Angleterre, utiliser sans limites l'immense industrie des Etats-Unis. | La France n’est pas seule ! La France n’est pas seule ! Elle peut faire bloc avec la Grande-Bretagne et disposer d’immenses réserves. | car la France n'est pas seule. Elle derrière elle l'Empire britannique qui tient encore et continue la lutte. Elle peut, comme l'Angleterre, utiliser sans limites l'immense industrie des Etats-Unis. |
| Cette guerre n'est pas limitée au territoire malheureux de notre pays. Cette guerre n'est pas tranchée par la bataille de France. Cette guerre est une guerre mondiale. Toutes les fautes, tous les retards, toutes les souffrances, n'empêchent pas qu'il y a, dans l'univers, tous les moyens nécessaires pour écraser un jour nos ennemis. Foudroyés aujourd'hui par la force mécanique, nous pourrons vaincre dans l'avenir par une force mécanique supérieure. Le destin du monde est là. | La guerre n’est pas tranchée par la bataille de France. Toutes les fautes qui ont été commises n’empêcheront pas qu’un jour l’ennemi sera écrasé. Cela pourra se faire grâce à une force mécanique supérieure encore. | Cette guerre n'est pas limitée aux territoires malheureux de notre pays. Cette guerre n'est pas tranchée par la bataille de France. Cette guerre est une guerre mondiale. Toutes les fautes, tous les retards, toutes les souffrances n'empêchent pas qu'il y a dans l'univers tous les moyens nécessaires pour écraser un jour nos ennemis. Foudroyés aujourd'hui par les forces mécaniques, nous pourrons vaincre dans l'avenir par une force mécanique supérieure. Le destin du monde est là. |
| Moi, Général de Gaulle, actuellement à Londres, j'invite les officiers et les soldats français qui se trouvent en territoire britannique ou qui viendraient à s'y trouver, avec leurs armes ou sans leurs armes, j'invite les ingénieurs et les ouvriers spécialistes des industries d'armement qui se trouvent en territoire britannique ou qui viendraient à s'y trouver, à se mettre en rapport avec moi.                                                                                   | Moi, Général de Gaulle, actuellement à Londres, j’invite les officiers et les soldats français qui se trouvent actuellement en Grande- Bretagne ou qui viendraient à s’y trouver, à se mettre en rapport avec moi. Ceci vaut également pour les ingénieurs et les ouvriers spécialistes qui se trouvent déjà en Grande-Bretagne ou qui viendraient à s’y trouver. | Moi, Général de Gaulle, actuellement à Londres, j'invite les officiers et les soldats français qui se trouvent en territoire britannique ou qui viendraient à s'y trouver, avec leurs armes ou sans leurs armes, j'invite les ingénieurs et les ouvriers spécialistes français des industries d'armement qui se trouvent en territoire britannique ou qui viendraient à s'y trouver, à se mettre en rapport avec moi.                                                                            |
| Quoi qu'il arrive, la flamme de la résistance française ne doit pas s'éteindre et ne s'éteindra pas. | Quoi qu’il arrive, la force intérieure de la résistance des Français ne doit pas faiblir. | Quoi qu'il arrive, la flamme de la résistance française ne doit pas s'éteindre et ne s'éteindra pas. |
| Demain, comme aujourd'hui, je parlerai à la Radio de Londres. | Demain, comme aujourd’hui, je parlerai à la Radio de Londres. | Demain comme aujourd’hui, je parlerai à la Radio de Londres. |